# Psi Andromedae
Désignations
Psi Andromedae (ψ And / ψ Andromedae) est une étoile triple de la constellation boréale d'Andromède. Elle est visible à l'œil nu et sa magnitude apparente est de 4,95. D'après les mesures de sa parallaxe annuelle réalisées par le satellite Gaia, le système est distant d'environ ∼ 2 000 a.l. (∼ 613 pc) de la Terre, avec une marge d'erreur de 10 %. Il se rapproche du Système solaire à une vitesse radiale héliocentrique de −23,2 km/s

## Propriétés
L'étoile primaire du système est une étoile supergéante jaune évoluée de type spectral G5 Ib. Elle forme une paire avec une étoile de type B9 et de classe de luminosité inconnue, séparée de 0,28 seconde d'arc. Une troisième composante est localisée à une distance angulaire de 0,14 seconde d'arc. Les détails de l'arrangement orbital du système restent à déterminer.

## Nomenclature
ψ Andromedae, latinisé en Psi Andromedae, est la désignation de Bayer de l'étoile. Elle porte également la désignation de Flamsteed de 20 Andromedae.
En astronomie chinoise, Psi Andromedae fait partie de l'astérisme de Tengshe (en chinois 螣蛇, Téng Shé), représentant un serpent aquatique.